# Миттал, Адити
Адити Миттал — индийская стендап-комик, актриса и писательница. Одна из первых женщин, выступавших в жанре стендап-комедии в Индии, Миттал вошла в десятку лучших стендап-комиков Индии по версии The Times of India. CNNIBN.com назвал её одной из 30 самых «остроумных, умных и невероятно веселых» индийских женщин, за которыми стоит следить в Twitter. Миттал писала колонки и статьи в журналах Grazia Men, DNA, Firstpost и Financial Times (Великобритания, Weekend Edition).

## Карьера
Миттал — одно из самых известных лиц индийской английской стендап-сцены в Северной и Западной Индии. В 2009 году она была одной из первых 5 индианок, принявших участие в стендап-шоу Local Heroes, организованном британской компанией «The Comedy Store». Она является постоянная гостья Canvas Laugh Factory, Comedy Store Mumbai, выступала на площадках и юмористических фестивалях по всей стране, в клубах Великобритании и на Laugh Factory в Лос-Анджелесе.
В 2013 году Миттал вошла в список 100 женщин Би-би-си и была приглашена в Лондон на престижную конференцию 100 женщин. В июле 2013 года Мумбаи на впервые выступила в Canvas Laugh Factory со своим сольным шоу «То, что они не позволили мне сказать». В туре представлены образы сексопатолога доктор миссис Латчуке и «думающей» звезды Болливуда Долли Курана.
Наряду с американскими и южноафриканскими комиками Миттал была показана в американском документальном фильме Stand-Up Planet, в котором рассказывается о попытках комика найти лучший юмор в уголках развивающегося мира/ Она появлялась в программе CNN-IBN Phenking News вместе с Сайрусом Броачей и постоянная участница политического сатирического шоу Jay Hind. Миттал была одной из основательниц Ghanta Awards и Filmfail Awards, двух крупнейших пародийных шоу в Индии. Она участвовала в шоу Ripping the Decade с Вир Дасом, Fools Gold Awards на Comedy Central India и Bollywood OMG на Channel V.
Миттал была представлена на BBC World и BBC America как одна из „первопроходцев Индии“, а также появилась на BBC Asia вместе с RJ Nihal. Её материал описывают как „едкий и авангардный“. Её шутки охватывают разнообразные темы: от Усамы бен Ладена до гигиенических прокладок, от малышей до победительниц конкурса „Мисс Индия“. По её словам, её стиль юмора личный, основанный на наблюдениях». Она разработала образ доктора Латчуке, потому что ей не нравилось, как секс изображался в СМИ.
В декабре 2014 года Миттал вошел в состав группы Roast на All India Bakchod Knockout. В феврале она появилась в качестве гостьи на BBC Radio 4 в программе The Now Show.
YouTube-сериал Миттал «Плохие девчонки» рассказывает об активистках. Первый эпизод, выпущенный в феврале 2017 года, был посвящен Нидхи Гойал.
В 2018 году Каниз Сурка обвинила Миттал в сексуальных домогательствах — насильном поцелуе в губы. Миттал отвергла обвинения, после чего Сурка опубликовала информацию о произошедшем в Twitter. В октябре 2018 года Миттал сказала, что она поцеловала артистку-импровизатора, которая вела открытый микрофон, в губы «в качестве шутки, в качестве части выступления», и «позже извинилась перед Суркой, когда поняла, какой дискомфорт она ей причинила».

## Телевидение
| Год  | Заголовок           | Роль        |                                    |
| ---- | ------------------- | ----------- | ---------------------------------- |
| 2024 | Наш человек в Индии | В роли себя | Документальный фильм о путешествии |

### Цифровые платформы
| Год  | Заголовок             | Роль        | Платформа |
| ---- | --------------------- | ----------- | --------- |
| 2024 | Плохие девчонки       | В роли себя | YouTube   |
| 2024 | Bigg Boss OTT Сезон 3 | Гостья      | JioCinema |